# Setos
Los setos (en seto: setokõsõq, setoq; en estonio: setukesed, setud) son una minoría étnica y lingüística autóctona en el sureste de Estonia y el noroeste de Rusia. Los setos son en su mayoría cristianos ortodoxos de nacionalidad estonia. Hay aproximadamente 15.000 setos por todo el mundo.

## Distribución geográfica
La región ancestral de muchos setos se encuentran al sur del lago Peipus, en la región Setomaa, que se divide entre el sudeste de Estonia (condados de Põlva y Võru) y el noroeste de la Federación Rusa (raión de Petchory en el óblast de Pskov). Los setos son una minoría étnica de protección oficial del óblast de Pskov.
Hoy en día, una gran cantidad de setos viven en Tartu y Tallin.

## Historia
Los investigadores desconocen el origen definitivo del pueblo seto, solo que surgieron por primera vez en Setomaa alrededor del río Piusa. Esta era un área que era una intersección entre los pueblos fino-bálticos y los bálticos. Antes del año 600 d. C., la totalidad de Setomaa estaba dentro de las vastas tierras finesas del norte de los pueblos indígenas de los Urales. Después de ese año, las tribus eslavas migraron al noreste, hacia las tierras de los Urales. Durante esta migración al norte de los eslavos y de las tribus finesas se cruzaron en las áreas habitables del sur de las tribus finesas indígenas.
Durante el siglo XIII, la mayoría de los estonios a lo largo de las costas se convirtieron al catolicismo durante la Cruzada de Livonia dirigida por la Orden Teutónica. Durante este tiempo, la mayoría de los setos vivían bajo la república de Nóvgorod y seguían siendo seguidores de su religión báltica nativa. Durante los siguientes doscientos años, los setos se convirtieron al cristianismo ortodoxo debido a la influencia de los estados eslavos vecinos, pero incorporaron elementos de su religión precristiana anterior. Una de las primeras creencias predominantes sobre el origen de la comunidad seto era que eran estonios étnicos que habían emigrado al este y habían adoptado el cristianismo ortodoxo bajo la influencia de la república de Nóvgorod.
En el siglo XV, los setos fueron convertidos al cristianismo ortodoxo, pero mantuvieron sus creencias vernáculas. Elementos posteriores de la cultura católica fueron llevados a los setos por colonos de Estonia,[cita requerida] mientras que en la propia Estonia casi desaparecieron las distinciones culturales tras la reforma luterana en Estonia.

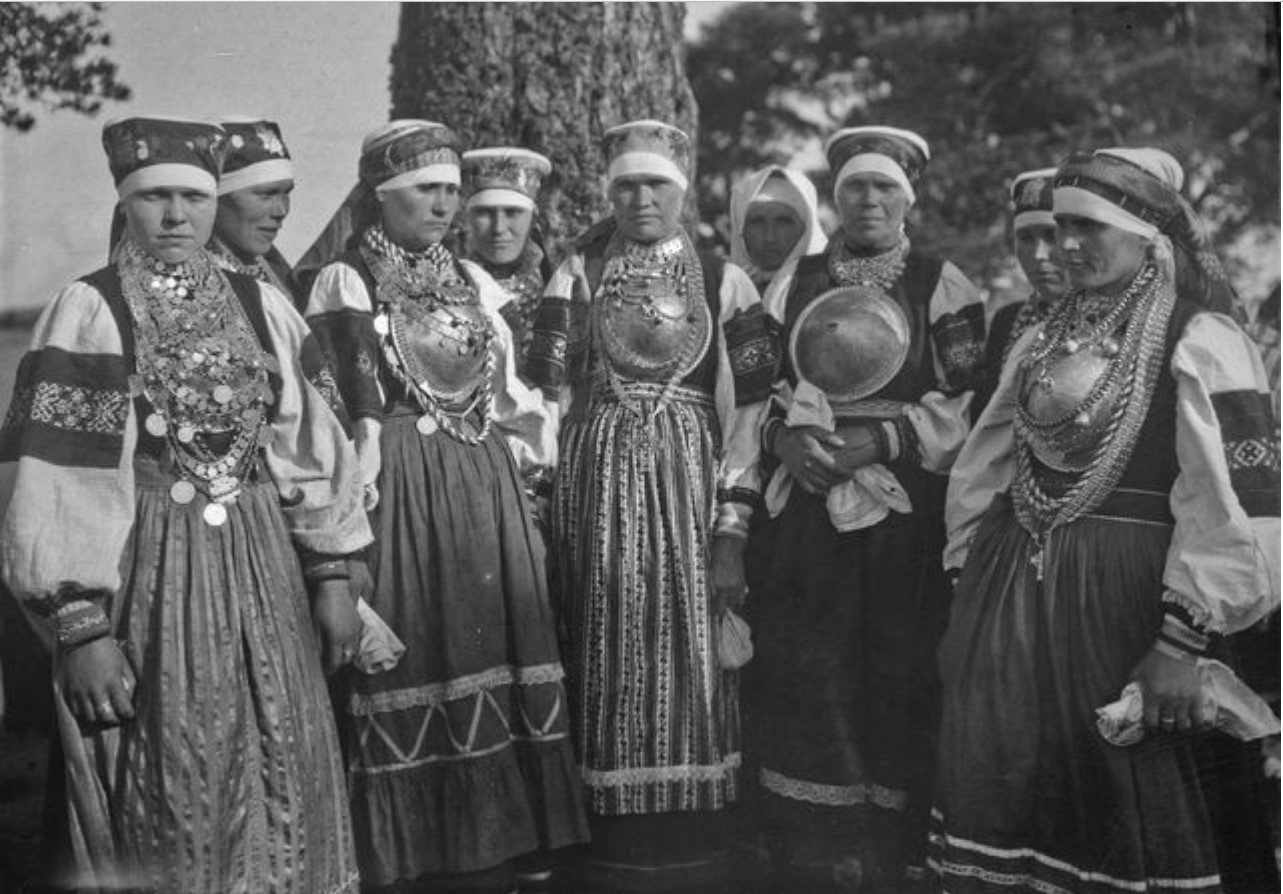
Asistentes a la boda en Värska de 1912 con el vestido tradicional seto.

El desarrollo cultural de los setos floreció a principios del siglo XX cuando se organizaron muchas sociedades nacionales. En 1905, el número de setos alcanzó su punto máximo. En 1920, con el tratado de paz de Tartu, el área de Setomaa fue cedida a la recién creada República de Estonia y se incluyó en el condado de Petseri. Después de la proclamación de la independencia de Estonia, las autoridades adoptaron una política de estonificación de su población, que finalmente condujo al declive de los setos como comunidad distintiva dentro de Estonia. En Rusia, debido a la influencia de las escuelas de idioma estonio, las altas tasas de matrimonios intercomunitarios y la emigración a Estonia, el número de setos que se identifican a sí mismos también disminuyó.
Como resultado de la Segunda Guerra Mundial, la República de Estonia fue anexada a la Unión Soviética. Y en los años posteriores a la guerra, la frontera entre la RSS de Estonia y la RSS de Rusia fue revisada por las autoridades de Moscú, que la convirtieron a la existente actualmente. El tema se convirtió en un tema de debate cuando se restauró la república de Estonia en las fronteras de la República Soviética Socialista de Estonia en 1991 y una frontera nacional se estableció poco después. El establecimiento de la frontera provocó la división de Setomaa entre dos países por primera vez en la historia.[cita requerida]
Hoy en día, los setos son una minoría étnica protegida oficialmente en el óblast de Pskov y una minoría lingüística dentro de Estonia. En 2002, en el sexto Congreso de Seto, los setos declararon su intención de identificarse como un grupo de personas separado. En un censo de 2011, se descubrió que casi dos tercios de los casi 12.500 hablantes de seto en Estonia vivían fuera de las regiones históricas de seto. Esto dio como resultado que surgieran dos comunidades distintas de setos según una investigación realizada por Pille Runnel, siendo la primera los seto que habían emigrado lejos de Setomaa y tuvieron que recrear una identidad comunitaria y religiosa. El segundo grupo es el pueblo seto que continuó viviendo en comunidades más antiguas en Setomaa. El 17 de junio de 2010, el gobierno ruso agregó a los setos como la nación número 46 a la lista de pequeños pueblos indígenas.

## Idioma

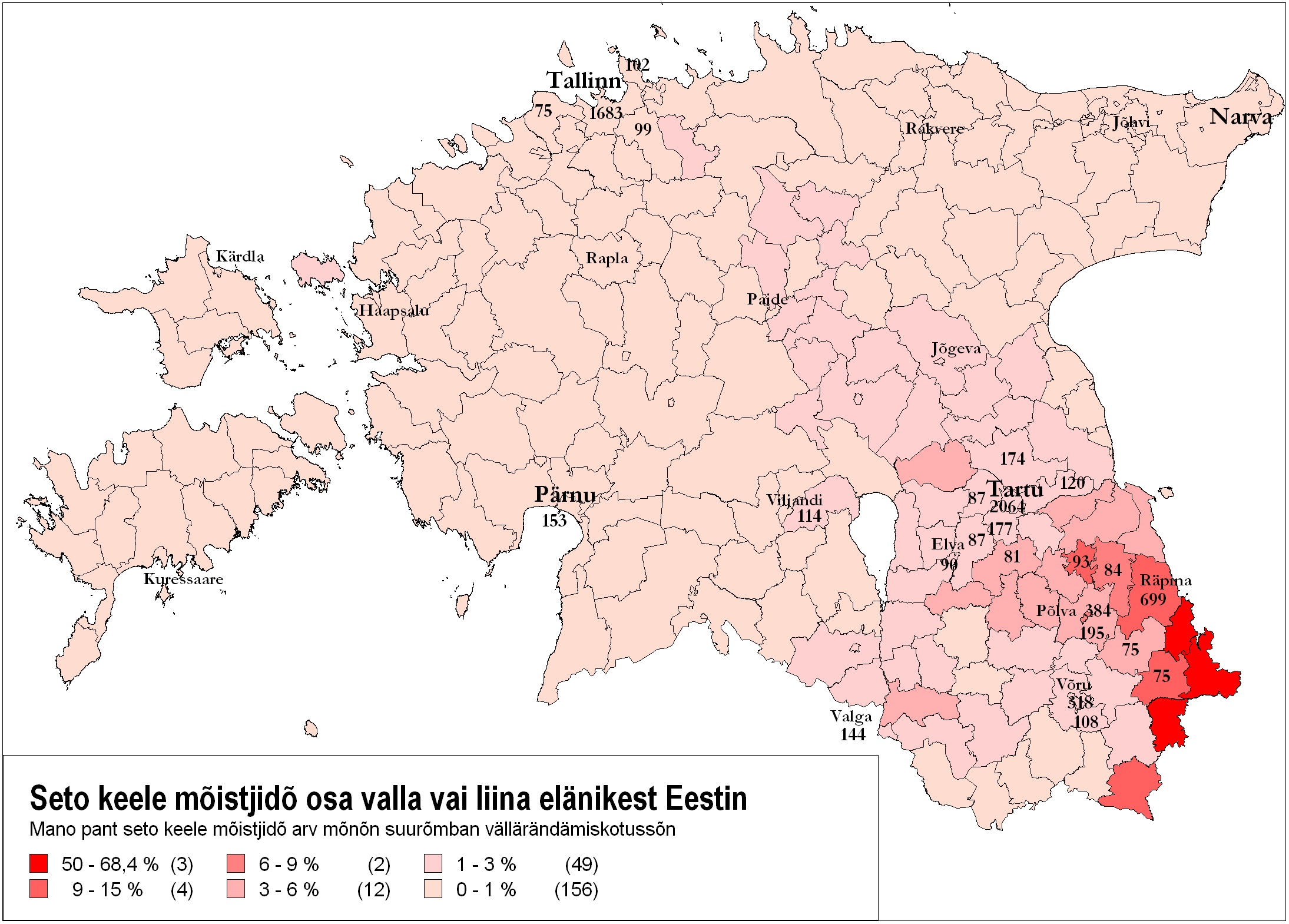
El porcentaje de hablantes del idioma seto (2011).

El idioma seto pertenece al grupo de las lenguas ugrofinesas. Los setos buscan un mayor reconocimiento, en lugar de tener su idioma considerado en ocasiones, como un dialecto del estonio. En realidad, el idioma más parecido al seto es el idioma võro. 
Los propios setos consideran que su idioma es independiente, mientras que muchos etnógrafos lingüistas lo consideran parte del dialecto võru del dialecto lingüístico del sur de Estonia.
La lengua seto fue incluida en 2009 por la UNESCO en el Atlas de las lenguas en peligro de extinción del mundo como “en peligro de extinción”.

## Cultura

### Religión
El monasterio de las cuevas de Pskov en Petchory (en estonio: Petseri) ha sido un importante centro religioso y comunal para el pueblo seto. Desde la época medieval, el monasterio ha sido propietario de gran parte de la tierra y de las iglesias seto en la región, lo que llevó a muchos campesinos setos a ver el monasterio como el centro económico y teológico de su comunidad.
En 1920, con la independencia de la república de Estonia de la Rusia soviética, se trazó la frontera para incluir el monasterio del lado de Estonia. Esto evitó que fuera profanado o demolido por las fuerzas soviéticas durante la campaña antirreligiosa de 1921-1928. Tras la ocupación por parte de las fuerzas alemanas y soviéticas de 1940 a 1991, la restauración de la independencia de Estonia llevó a que se moviera la frontera, dividiendo las tierras ancestrales de los seto y colocando el monasterio del lado de la Federación Rusa.
Con el resurgimiento de la cultura seto tras la caída de la Unión Soviética, comenzaron a resurgir elementos de la religión precristiana que se conservaron en privado durante los períodos de cristianización y sovietización. Desde 2007, Jumalamägi, la Colina de Dios, una antigua arboleda sagrada dedicada al rey-dios Peko, que llevaría los espíritus al más allá en su carreta tirada por caballos, se ha convertido de nuevo en un centro de actividad comunitaria. Recientemente, se erigió una escultura del escultor local R. Veeber en la colina y se ha convertido en un lugar importante para las ofrendas a Peko por parte de la comunidad local.

### Organizaciones representativas

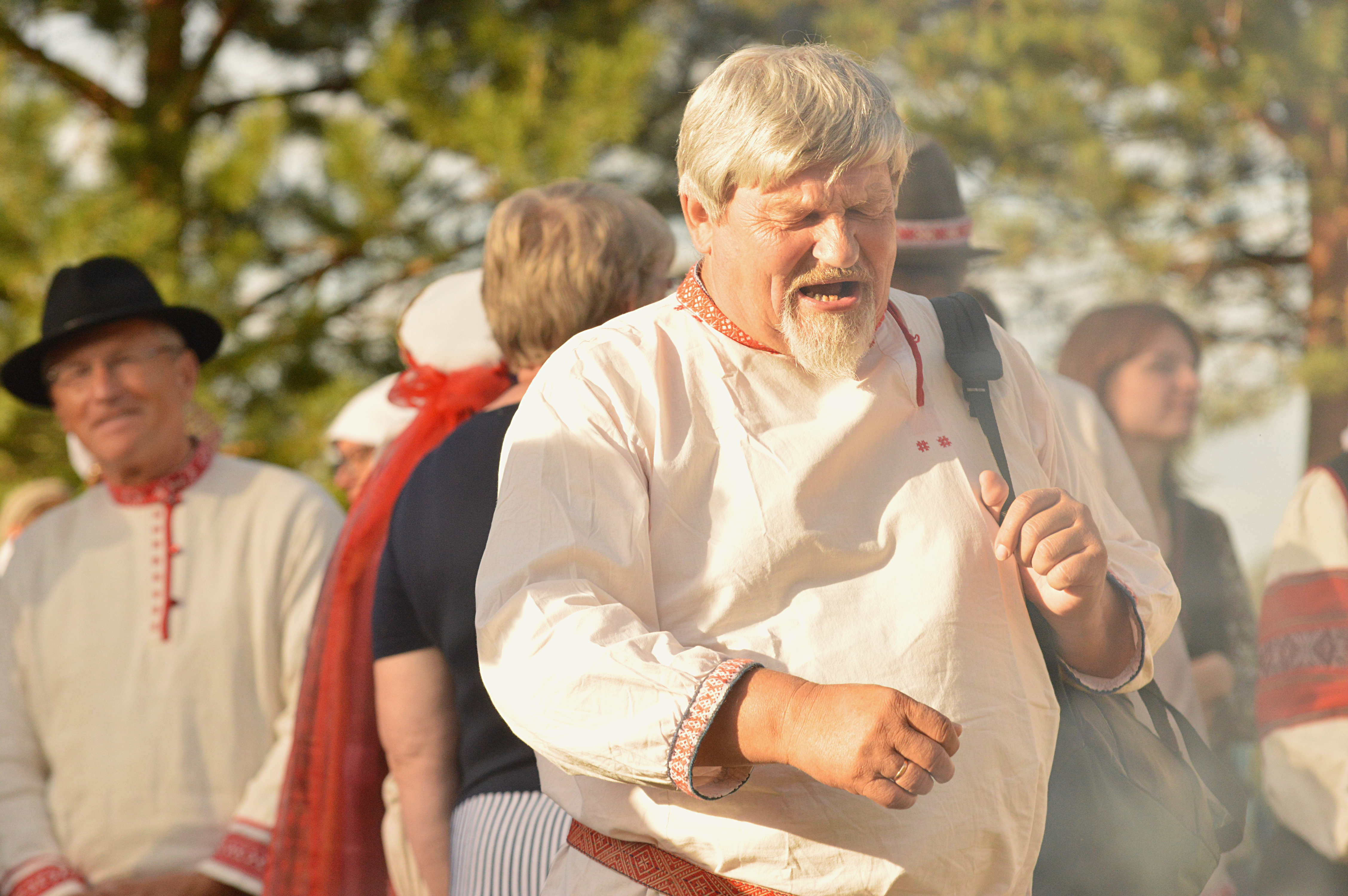
Paul Hagu

El Congreso de los setos, un órgano integrado por representantes de pueblos y organizaciones de los setos, se convoca regularmente cada tres años y elige un Consejo permanente de Ancianos.
La Sociedad para el Congreso de los setos fue miembro de la Oficina Europea de Lenguas Minoritarias. La federación Setomaa de municipios de Estonia (Setomaa Valdade Liit, que comprende las comunas de Mikitämäe, Verska, Meremäe y Misso) publica el periódico Setomaa, el cual en parte, está en idioma seto, y en parte, en estonio.
Además, cada año los setos eligen un mayordomo del rey (sootska o ülebtsootska) para el llamado Reino de Setomaa en la celebración anual del Día del Reino (Seto Kuningriigi päiv), un festival local que se celebra en las grandes poblaciones de setos. El ejercicio es en gran parte ceremonial y ha sido celebrado por los activistas locales, políticos, empresarios y académicos. La tradición fue iniciada por Paul Hagu, un seto, investigador de las canciones populares en seto y de la polifonía vocal tradicional en la Universidad de Tartu. 

### Música
En 2009, el estilo polifónico de canto folclórico de setos, llamado leelo, se agregó a la lista del patrimonio cultural inmaterial de la UNESCO. El leelo suele ser interpretado por mujeres, vestidas con ropa tradicional. Durante la celebración del Día del Reino de Seto, el cantante principal ganador de un grupo leelo recibe el título de "Madre de la canción".